# Belle-et-Houllefort
Belle-et-Houllefort és un municipi francès situat al departament del Pas de Calais i a la regió dels Alts de França. L'any 2007 tenia 525 habitants.

## Demografia

### Població
El 2007 la població de fet de Belle-et-Houllefort era de 525 persones. Hi havia 172 famílies de les quals 20 eren unipersonals (4 homes vivint sols i 16 dones vivint soles), 68 parelles sense fills, 80 parelles amb fills i 4 famílies monoparentals amb fills.
La població ha evolucionat segons el següent gràfic:
Habitants censats

### Habitatges
El 2007 hi havia 197 habitatges, 169 eren l'habitatge principal de la família, 20 eren segones residències i 8 estaven desocupats. 190 eren cases i 2 eren apartaments. Dels 169 habitatges principals, 155 estaven ocupats pels seus propietaris, 13 estaven llogats i ocupats pels llogaters i 1 estava cedit a títol gratuït; 4 tenien dues cambres, 12 en tenien tres, 35 en tenien quatre i 118 en tenien cinc o més. 152 habitatges disposaven pel capbaix d'una plaça de pàrquing. A 61 habitatges hi havia un automòbil i a 101 n'hi havia dos o més.

### Piràmide de població
La piràmide de població per edats i sexe el 2009 era:
| Homes | Edats   | Dones |
| ----- | ------- | ----- |
| 0     | 95 o +  | 0     |
| 0     | 90 a 94 | 12    |
| 0     | 85 a 89 | 12    |
| 0     | 80 a 84 | 0     |
| 0     | 75 a 79 | 4     |
| 0     | 70 a 74 | 4     |
| 8     | 65 a 69 | 8     |
| 24    | 60 a 64 | 8     |
| 12    | 55 a 59 | 16    |
| 8     | 50 a 54 | 20    |
| 20    | 45 a 49 | 16    |
| 28    | 40 a 44 | 16    |
| 16    | 35 a 39 | 24    |
| 20    | 30 a 34 | 32    |
| 12    | 25 a 29 | 16    |
| 4     | 20 a 24 | 8     |
| 28    | 15 a 19 | 12    |
| 40    | 10 a 14 | 20    |
| 32    | 5 a 9   | 20    |
| 16    | 0 a 4   | 20    |

## Economia
El 2007 la població en edat de treballar era de 317 persones, 238 eren actives i 79 eren inactives. De les 238 persones actives 225 estaven ocupades (121 homes i 104 dones) i 13 estaven aturades (5 homes i 8 dones). De les 79 persones inactives 18 estaven jubilades, 36 estaven estudiant i 25 estaven classificades com a «altres inactius».

### Ingressos
El 2009 a Belle-et-Houllefort hi havia 179 unitats fiscals que integraven 524 persones, la mediana anual d'ingressos fiscals per persona era de 19.406 €.

### Activitats econòmiques
Dels 14 establiments que hi havia el 2007, 1 era d'una empresa alimentària, 1 d'una empresa de fabricació d'altres productes industrials, 1 d'una empresa de comerç i reparació d'automòbils, 2 d'empreses d'hostatgeria i restauració, 2 d'empreses financeres, 1 d'una empresa immobiliària, 3 d'empreses de serveis, 2 d'entitats de l'administració pública i 1 d'una empresa classificada com a «altres activitats de serveis».
Dels 2 establiments de servei als particulars que hi havia el 2009, 1 era un restaurant i 1 agència immobiliària.
L'únic establiment comercial que hi havia el 2009 era una fleca.
L'any 2000 a Belle-et-Houllefort hi havia 16 explotacions agrícoles que ocupaven un total de 560 hectàrees.

## Equipaments sanitaris i escolars
El 2009 hi havia una escola elemental integrada dins d'un grup escolar amb les comunes properes formant una escola dispersa.

## Poblacions més properes
El següent diagrama mostra les poblacions més properes.